# Alexander Stephen and Sons
La Alexander Stephen and Sons Limited, nota anche come Alex Stephens o più semplicemente Stephens, è stata un'impresa di costruzioni navali con sede a Linthouse sul fiume Clyde, nei pressi di Glasgow, in Scozia.

## Storia
L'azienda venne fondata da Alexander Stephen che iniziò l'attività di costruzioni navali a Burghead, sul Moray Firth nel 1750. Nel 1793 William Stephen, suo discendente, stabilì l'azienda a Footdee, nei pressi di Aberdeen. Nel 1813 un altro membro della famiglia, sempre di nome William, iniziò la costruzione di navi ad Arbroath.
Alexander Stephen, della terza generazione della famiglia, fuse i cantieri di Aberdeen e Arbroath nel 1828 e, dopo aver chiuso la sede di Aberdeen nel 1829, trasferì la produzione a Dundee nel 1842. Nel 1850 una parte dell'attività venne trasferita nel cantiere di Kelvinhaugh, ora conosciuto come Yorkhill Quay, nei pressi di Glasgow. Il cantiere di Arbroath venne chiuso nel 1857 e nel 1870 la sede venne nuovamente trasferita a Linthouse.
L'azienda venne colpita da un grave incidente nel 1883 quando lo scafo appena varato del vapore Daphne si capovolse trascinando con sé 124 operai. Nel 1893 il cantiere di Dundee venne venduto.
Nel 1968 la Stephens venne incorporata nella Upper Clyde Shipbuilders e venne chiusa dopo il fallimento di quest'ultima nel 1971.
L'azienda produsse 139 navi prima di trasferirsi sul Clyde. In seguito ne produsse altre 693 divise tra gli stabilimenti di Kelvinhaug e Linthouse.
| Controllo di autorità | VIAF (EN) 155505970 · LCCN (EN) no2015135043 |